# Marca de Lusàcia
La Marca o Marcgraviat de Lusàcia (alemany Mark(grafschaft) Lausitz) fou una jurisdicció feudal de frontera del Sacre Imperi Romanogermànic a la zona oriental del Bober (Bóbr) tocant a Polònia i els posteriors ducats de Silèsia, que va existir des del segle X fins al segle xiv.

## Història
La part oriental de l'antiga Marca Soraba (Limes sorabicus del regne de Frància Oriental, poblat per les tribus eslaves dels veleti i milceni, fou gradualment conquerida fins a 963 pel comte saxó Geró de Merseburg. Va dominar el territori entre els rius Saale i Bóbr a la seva Marca Geronis, que el duc saxó i el rei alemany Otó havia establert el 937. Després de la mort de Geró el 965 va formar la Marca del Nord i la Marca Oriental de Saxònia, i amb la pèrdua del Marca del Nord durant la revolta eslava del 983, Lusàcia es va convertir en el cor de la restant Marca Oriental de Saxònia (Ostmark) sota el marcgravi Odó I.
Mentre el terme Ostmark va estar en ús durant segles, el nom de marca Lusàcia va aparèixer com a unitat administrativa separada des de com a mínim el 965 amb els establiments concurrents de les Marques de Meissen, Merseburg i Zeitz. La divisió entre Baixa Lusàcia (a la Marca Oriental) i les terres adjacents dels milceni al voltant de Bautzen i Görlitz (més tard Alta Lusàcia), llavors part de Meissen, va tenir una personalitat pròpia també des de la mateixa data o fins i tot ja abans.
El 1002, les marques de Lusàcia i Meissen foren conquerides pel duc Boleslau I de Polònia durant la campanya de l'emperador Enric II contra el rebel Enric de Schweinfurt. El successor d'Enric II, Conrad II va fer dues campanyes, el 1031 i 1032, que van permetre reconquerir la baixa Lusàcia i l'alta Lusàcia de mans de Miecislau II Lambert de Polònia.
Abans del regnat d'Enric IV del Sacre Imperi Romanogermànic des de 1056, Lusàcia s'havia reincorporat a l'Imperi i formava una de les quatre divisions de l'alta Saxònia junt amb Meissen, Ostmark, i Zeitz. Aquestes regions no eren sempre governades per margraves separats, sinó que eren divisions principalment administratives. Lusàcia i l'Ostmark foren governaven juntes i finalment la Ostmark fou reduït a poc més que la baixa Lusàcia. Sota Enric IV, l'alta Lusàcia va quedar separada de la marca de Lusàcia i concedia com a feu a Boleslau II de Polònia.
El primer "marcgrave de Lusàcia" conegut és de 1046. Sota l'emperador Lotari II, l'Alta i Baixa Lusàcia es van reunir el 1136. Els termes "Ostmark" i "Lusatia" eren intercanviables al segle xii, encara que el 1128 comte Enric de Groitzsch es titulava marcgravi de la Marca Oriental, i no va rebre la marca de Lusàcia fins al 1131. Mentre el 1156 l'emperador Frederic Barba-roja va investir a Vladislau II de Bohemia amb l'Alta Lusàcia i el territori del Marcgraviat de Baixa Lusàcia va quedar més reduït per l'establiment de marcgraviat de Landsberg, el comtat d'Anhalt i el ducat de Saxònia-Wittenberg.
Des de 1210 la Baixa Lusàcia fou governada pel marcgravi de Meissen de la casa de Wettin. Quan l'últim marcgravi de Lusàcia, Enric III, IV de Meissen va morir el 1288, les terres lusàcies van correspondre al seu net el marcgravi Fredericc Tuta de Landsberg. El seu successor Dieteric (Diezmann) el va vendre a Otó IV, marcgravi de Brandenburg el 1303. Fou finalment adquirit per l'emperador Carles IV el 1367 i incorporat a les terres de la corona Bohèmia.

## Marcgravis de (Baixa) Lusàcia i Marca Oriental de Saxònia
- Dedi I 1046–1075
- Dedi II, va florir vers 1069
- Enric I, 1075-1103
- Enric II, 1103–1123
- Wiprecht of Groitzsch, 1123–1124
- Albertl'Ós, 1123-1128
- Enric III, 1124-1135
- Conrad de Wettin, 1136-1156, també marcgravi de Meissen des de 1123
- Dieteric I, 1156-1185, fill de Conrad, marcgravi titular de Landsberg
- Dedi III, 1185-1190, germà de l'anterior
- Conrad II, 1190-1210, fill

### Marcgravis de Meissen
- Dieteric II de Lusàcia i I de Meissen, l'Oprimit, 1210-1221, marcgravi de Meissen des de 1198
- Enric IV l'Il·lustre, 1221-1288, últim marcgravi de Lusàcia

### Marcgravis de Landsberg
- Frederic Tuta, 1288-1291, net d'Enric IV
- Dieteric II de Lusàcia i IV de Meissen, 1291-1303, net d'Enric IV

 els Margraviate de Lusàcia (Ostmark) fou venut al marcgravi de Brandenburg el 1303 fins que el 1367 va passar a l'emperador Carles IV i fou incorporat a les terres de la corona Bohèmia.